# Jack Wilshere
Jack Andrew Garry Wilshere, angleški nogometaš, * 1. januar 1992, Stevenage, Hertfordshire, Anglija, Združeno kraljestvo.
Jack Wilshire je nekdanji profesionalni nogometaš, ki je igral kot vezist za Arsenal, Bolton Wanderers, Bournemouth, West Ham United in AGF. Prišel je čez Arsenalovo akademijo in postal znan v sezoni 2008-09. Svoj debi za člansko angleško reprezentanco je imel v prijateljski tekmi z Madžarsko 11. avgusta 2010 na Wembleyu.

## Klubska statistika
(dopolnjeno do 22. septembra 2010)
| Klub                       | Sezona              | Liga    | Liga | Liga   | FA Pokal | FA Pokal | FA Pokal | Angleški ligaški pokal | Angleški ligaški pokal | Angleški ligaški pokal | Evropa  | Evropa | Evropa | Skupno  | Skupno | Skupno |
| Klub                       | Sezona              | Nastopi | Goli | Podaje | Nastopi  | Goli     | Podaje   | Nastopi                | Goli                   | Podaje                 | Nastopi | Goli   | Podaje | Nastopi | Goli   | Podaje |
| -------------------------- | ------------------- | ------- | ---- | ------ | -------- | -------- | -------- | ---------------------- | ---------------------- | ---------------------- | ------- | ------ | ------ | ------- | ------ | ------ |
| Arsenal                    | 2008–09             | 1       | 0    | 0      | 2        | 0        | 0        | 3                      | 1                      | 1                      | 2       | 0      | 0      | 8       | 1      | 1      |
| Arsenal                    | 2009–10             | 1       | 0    | 0      | 1        | 0        | 0        | 2                      | 0                      | 0                      | 3       | 0      | 0      | 7       | 0      | 0      |
| Bolton Wanderers (posojen) | 2009–10             | 14      | 1    | 1      | 0        | 0        | 0        | 0                      | 0                      | 0                      | 0       | 0      | 0      | 14      | 1      | 1      |
| Arsenal                    | 2010–11             | 5       | 0    | 1      | 0        | 0        | 0        | 1                      | 0                      | 2                      | 1       | 0      | 1      | 7       | 0      | 4      |
| Skupno pri Arsenalu        | Skupno pri Arsenalu | 7       | 0    | 1      | 3        | 0        | 0        | 6                      | 1                      | 3                      | 6       | 0      | 1      | 22      | 1      | 5      |
| Skupno v karieri           | Skupno v karieri    | 21      | 1    | 2      | 3        | 0        | 0        | 6                      | 1                      | 3                      | 6       | 0      | 1      | 36      | 2      | 6      |

## Dosežki

### Arsenal
- Premier Academy League: 2008–09
- FA mladinski pokal: 2008–09

### Mednarodno
- Victory Shield: 2006, 2007